# Палауско-японские отношения
Палауско-японские отношения — двусторонние дипломатические отношения между Палау и Японией.

## История

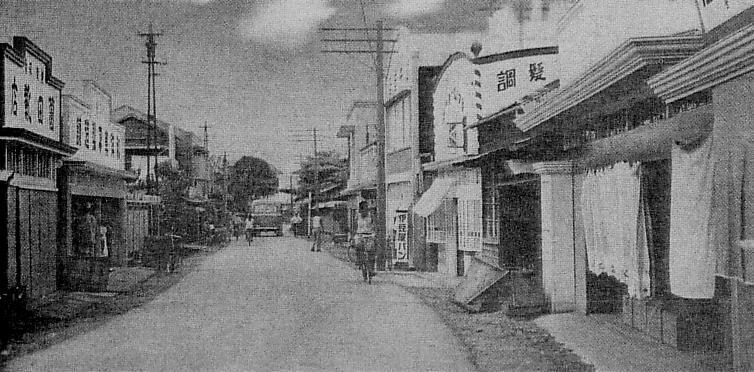
Штат Корор под управлением Японии

До Первой мировой войны Палау был частью Германской Новой Гвинеи. С началом конфликта в Европе, 23 августа 1914 года Япония также объявила войну Германии. После начала войны жители острова Палау выместили свой гнев на японских торговцах, которые полностью доминировали в торговле с палауанцами. Несколько человек из Палау всерьёз попросили у начальника станции официального разрешения сбросить японцев, живущих на Палау, в море. В сентябре — декабре 1914 года японский флот оккупировал колонии Германии в Тихом океане, в которую входили современная Микронезия, Маршалловы Острова, Северные Марианские Острова и Палау. На Парижской мирной конференции было решено, что острова станут частью Южного Тихоокеанского мандата в рамках Лиги Наций, а штат Корор был назначен административным центром мандата. Под властью Японии на Палау значительно выросли рыболовство, сельское хозяйство и горнодобывающая промышленность. За этот период Палау до некоторой степени достигло самодостаточности. Во время Второй мировой войны на острове находилась японская военная база. Японское управление островами прекратилось после поражения Японии во Второй мировой войне. Мандат Южных морей стал подопечной территорией Тихоокеанских островов и находился под управлением США. 

1 октября 1994 года Япония признала независимость Палау от США и 2 ноября того же года установила официальные дипломатические отношения с ней. Посольство Японии в Короре открылось в 1999 году.

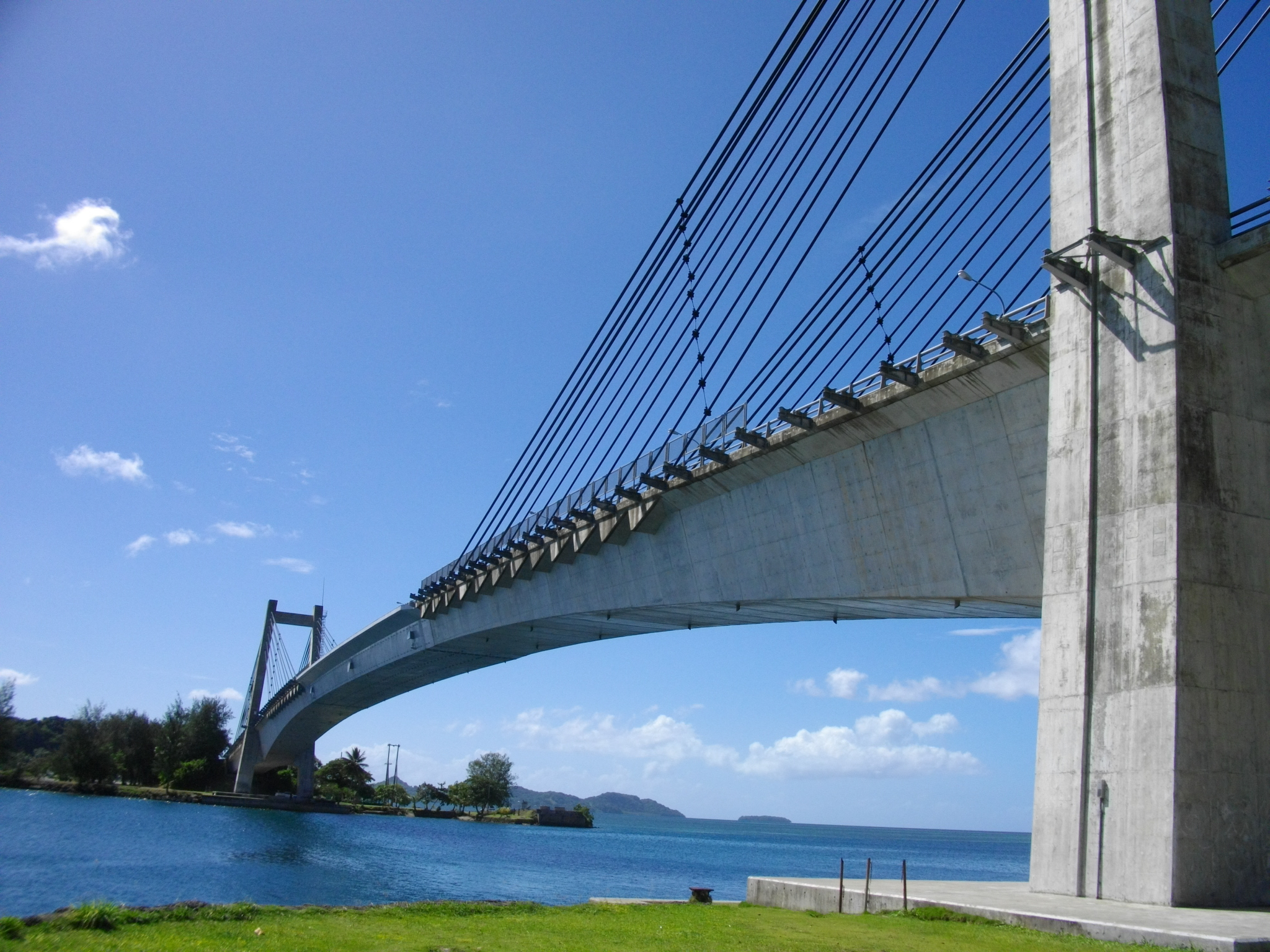
Мост дружбы Японии и Палау

## Культурные отношения
Как бывшая японская колония, Палау находился под влиянием японской культуры. В современном палауском языке много слов, заимствованных из японского языка, таких как «дайдзёбу», «окьяку», «денки» и «сэнкё». Местная кухня острова также получила влияние от японцев.

## Экономические отношения
Находящиеся в Палау судоходные компании по экспорту тунца в основном поставляют тунец сорта сашими в Японию. Лицензирование рыболовных судов из Японии остаётся источником иностранной валюты между Палау и Японией.
В прошлом Палау поддерживала права Японии на китобойный промысел, но в июне 2010 года отказалась от этой поддержки в пользу предложения квоты на вылов, рассматриваемого Международной комиссией по промыслу китов. Президент Палау Джонсон Торибионг заявил, что изменение политики его страны не повлияет на отношения между Японией и Палау. Он также объяснил, что Япония «достаточно зрелая», чтобы принять позицию Палау в отношении китобойного промысла.

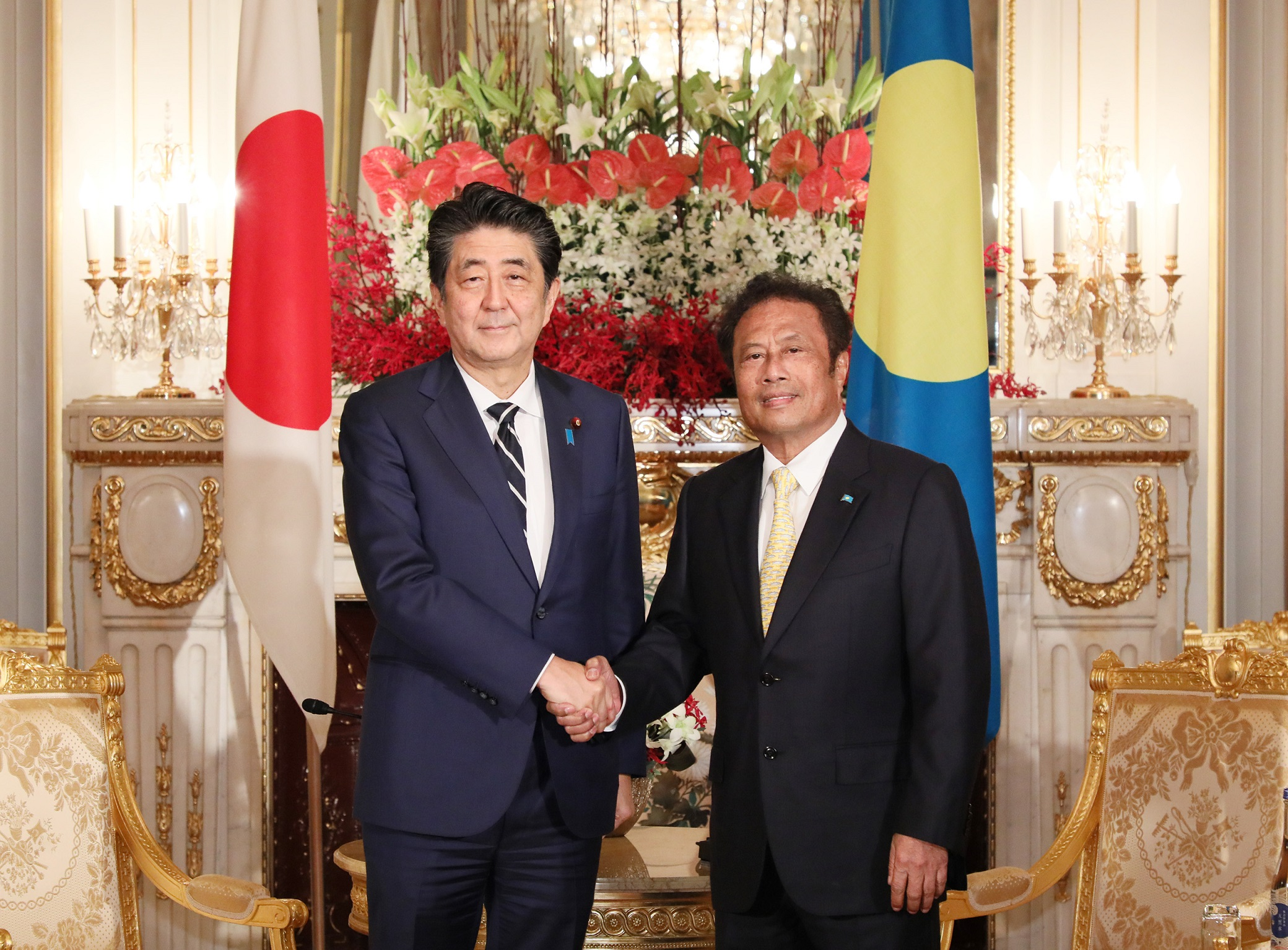
Премьер-министр Японии Синдзо Абэ с президентом Палау Томасом Ременгесау 21 октября 2019 года

## Отношения в сфере безопасности
Чтобы обезвредить бомбы времён Второй мировой войны, оставшиеся на морском дне Палау, Япония направила туда Японскую службу по разминированию. Операции по их уничтожению начались в мае 2013 года и продлились около полутора лет.

## Туризм
Туризм — одна из основных отраслей Палау. Большинство туристов приезжают сюда из Японии и Тайваня.